# Hymeniacidon gorbunovi
Hymeniacidon gorbunovi är en svampdjursart som beskrevs av Rezvoj 1932. Hymeniacidon gorbunovi ingår i släktet Hymeniacidon och familjen Halichondriidae. Inga underarter finns listade i Catalogue of Life.